# Подшивальна
Подшивальна — посёлок в Чучковском районе Рязанской области России. Входит в состав Завидовского сельского поселения.

## География
Посёлок находится в восточной части Рязанской области, в лесостепной зоне, в пределах Окско-Цнинского вала, к северу от реки Вынцы, на расстоянии примерно 14 километров (по прямой) к западу-юго-западу от Чучкова, административного центра района.

### Климат
Климат характеризуется как умеренно континентальный, с тёплым летом и холодной снежной зимой. Среднегодовая температура воздуха — 3,7 °C. Абсолютный минимум температуры воздуха составляет −42 °C; абсолютный максимум — 39 °C. Безморозный период длится около 140—150 дней. Продолжительность периода активной вегетации растений (со среднесуточной температурой воздуха выше 10 °C) составляет примерно 140 дней Среднегодовое количество осадков — 500 мм, из которых большая часть выпадает в тёплый период. Снежный покров держится в течение 135 дней.

### Часовой пояс
Посёлок Подшивальна, как и вся Рязанская область, находится в часовой зоне МСК (московское время). Смещение применяемого времени относительно UTC составляет +3:00.

## Население
| 1981 | 2010 |
| ---- | ---- |
| 10   | ↘4   |

### Национальный состав
Согласно результатам переписи 2002 года, в национальной структуре населения русские составляли 100 % из 6 чел.